# Christoph W. Bauer
Christoph W. Bauer (ur. 1968 w Kolbnitz) – austriacki poeta, pisarz, dramaturg, autor tekstów piosenek i librett.

## Życiorys

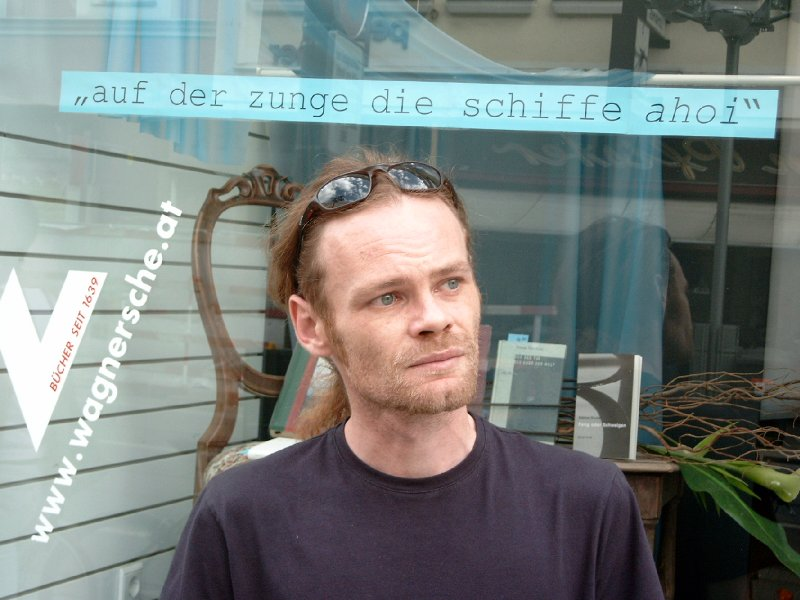
Christoph W. Bauer, 2007

Christoph W. Bauer urodził się w niewielkiej miejscowości Kolbnitz w gminie Reißeck w kraju związkowym Karyntia, w powiecie Spittal an der Drau. Młodość spędził w Lienz i Kirchbergu w Tyrolu. Obecnie mieszka w Innsbrucku.
Od 2012 roku wykładał na Uniwersytecie Leopolda i Franciszka w Innsbrucku. W 2013 roku był wykładowcą poetyki na Alpen-Adria Universität Klagenfurt, a w latach 2015–2016 wykładał w Institut für Sprachkunst w Wiedniu.
Christoph W. Bauer zadebiutował w 1999 roku wydając tom poezji wege verzweigt (drogi rozgałęzione). Jego twórczość obejmuje szeroki zakres – poezję, prozę, dramat, eseje, teksty dla dzieci i młodzieży, libretta, teksty piosenek. Był także redaktorem naczelnym czasopisma literackiego „Wagnis” i referentem w Wyższej Szkole Pedagogicznej. Bauer jest przede wszystkim poetą, który sam siebie postrzega jako poeta legens, ale można go również nazwać poeta doctus.

## Nagrody i wyróżnienia
- 2001 Literaturpreis der Akademie Graz
- 2001 Reinhard-Priessnitz-Preis
- 2002 Ingeborg-Bachmann-Preis
- 2002 Kunstpreis der Stadt Innsbruck 1. Preis
- 2009 Reisestipendium
- 2010 Hausacher LeseLenz-Stipendium
- 2010 Preis des Kärntner Schriftstellerverbands
- 2015 Outstanding Artist Award für Literatur
- 2015 Tiroler Landespreis für Kunst

## Wybrane dzieła

### Poezja
- wege verzweigt, 1999
- die mobilität des wassers müßte man mieten können, 2001
- fontanalia.fragmente, 2003
- supersonic, 2005
- mein lieben mein hassen mein mittendrin du, 2011
- stromern. gedichte, 2015

### Proza
- Aufstummen, 2004
- Im Alphabet der Häuser, 2007
- Graubart Boulevard, 2008
- Der Buchdrucker der Medici, 2009
- Die zweite Fremde. Zehn jüdische Lebensbilder, 2013
- In einer Bar unter dem Meer, 2013
- Niemandskinder, 2019

### Dramaty
- Miles G., 2007
- Helena ex Machina, 2009

### Książki dla dzieci i młodzieży
- Mord in Carnuntum, 2010

### Słuchowiska radiowe
- Und immer wieder Cordoba, ORF, 2006
- Franzens Feste, ORF, 2010